# کیرستن فان در کولک
کیرستن فان در کولک (انگلیسی: Kirsten van der Kolk؛ زادهٔ ۱۸ دسامبر ۱۹۷۵) قایقران روئینگ اهل هلند است.